# Graphorchis medemiae
Espèce
Statut de conservation UICN

 CR B2ab(iii,v) : 
En danger critique
Graphorchis medemiae ou Graphorkis medemiae est une espèce d'orchidée endémique à Madagascar.

## Synonymes
- Lissochilus medemiae (Schltr.) H.Perrier
- Eulophiopsis medemiae (Schltr.) Schltr.
- Eulophia medemiae Schltr.

## Répartition
L'espèce a été découverte en 1933 dans le district de Soalala.
En 2007 il ne subsistait qu'un seule population dans la Province de Majunga. L'espèce est en danger critique d'extinction du fait des feux de forêt et de la destruction de l'habitat.

## Biologie
Espèce épiphyte, poussant uniquement sur les troncs de Bismarckia nobilis (Medemia nobilis est un nom synonyme de Bismarckia nobilis, d'où le nom donné à l'espèce) 